# British European Airways
BEA (British European Airways) – brytyjskie państwowe linie lotnicze, wydzielone w 1946 roku z British Overseas Airways Corporation (BOAC) operujące w latach 1946-1974.
W 1974 roku w wyniku ponownej fuzji towarzystw lotniczych BEA oraz  BOAC utworzone zostały linie British Airways.

## Źródła
- British Airways, Explore our past